# Kovalovszky Márta
Kovalovszky Márta (Budapest, 1939. július 2.–) magyar művészettörténész, a Magyar Tudományos Akadémia Művészettörténeti Bizottságának tagja.

## Élete
Kovalovszky Miklós és Pap Ilona gyermekeként született.
1957–1962 között az Eötvös Loránd Tudományegyetem Bölcsészettudományi Karának hallgatója volt, ahová 1957-ben felvételi nélkül vették fel.
1963–2001 között a székesfehérvári Szent István Király Múzeum munkatársa, ezen belül, 1992–2001 között osztályvezetője volt. 1998-ban országgyűlési képviselőjelölt volt (SZDSZ).
Kutatási területe a 20. századi magyar művészet, a XIX-XX. századi magyar szobrászat, valamint a kortárs magyar textilművészet.

## Magánélete
1962-ben házasságot kötött Kovács Péter művészettörténésszel. Egy fiuk született; Kovács Márton (1966).

## Művei
- A Nyolcak és aktivisták köre. Kiállítás. Székesfehérvár, Csók István Képtár, 1965. okt. 10–dec. 31.; katalógusszerk., bev. Passuth Krisztina és K. Kovalovszky Márta; István Király Múzeum, Székesfehérvár, 1965 (A huszadik század magyar művészete; István Király Múzeum közleményei. D. sorozat) (franciául is)
- A századforduló művészete. Kiállítás. Székesfehérvár, Csók István Képtár, 1965. máj. 16–júl. 31.; rend. Kovács Péter, K. Kovalovszky Márta, Mikes Ildikó; összeáll. K. Kovalovszky Márta, bev. Mikes Ildikó; István Király Múzeum, Székesfehérvár, 1965 (A huszadik század magyar művészete) (németül is)
- Magyar szobrászat 1920-1945: Kiállítás. Székesfehérvár, Csók István Képtár, 1966. márc. 20–máj. 29.; rend., összeáll., bev. Kovács Péter és K. Kovalovszky Márta; Fejér Megyei Nyomda, Székesfehérvár, 1966 (A huszadik század magyar művészete) (franciául is)
- Bokros Birman Corvina, Bp., 1971 (A művészet kiskönyvtára)
- Kozma Lajos, Ferenczy Béni, Pór Bertalan; Képzőművészeti Alap, Bp., 1974 (Az én múzeumom)
- Szenes Zsuzsa; Képzőművészeti Alap, Bp., 1976 (Mai magyar művészet)
- Magyar művészet 1945-49. A huszadik század magyar művészete. Székesfehérvár, Csók István Képtár. 1977. október 16–december 31. / L'art hongrois 1945-49. L'art hongrois du vingtième siècle. Székesfehérvár, Galérie Ist; kiállításrend., katalógus összeáll. K. Kovalovszky Márta, Láncz Sándor, Mikes Ildikó; István Király Múzeum, Székesfehérvár, 1977 (István Király Múzeum közleményei D. sorozat)
- Haraszty '77; tan., kiállítás rend. K. Kovalovszky Márta; István Király Múzeum, Székesfehérvár, 1977 (István Király Múzeum közleményei. D. sorozat)
- Az emlékműszobrászat; TIT, Bp., 1978 (Művészeti füzetek)
- "Az ötvenes évek". A huszadik század magyar művészete. Székesfehérvár, Csók István Képtár, 1981. október 25.–1982. január 31. / The "fifties". Hungarian art of the twentieth century. Székesfehérvár, Galérie István Csók; katalógus összeáll. K. Kovalovszky Márta; István Király Múzeum, Székesfehérvár, 1981 (István Király Múzeum közleményei D. sorozat)
- A kibontakozás évei 1960 körül. Székesfehérvár, Csók István Képtár, 1983. szeptember 24–1984. január 31. / Years of dénoument about 1960; kiállításrend. Kovács Péter, K. Kovalovszky Márta, katalógus összeáll. K. Kovalovszky Márta, adattár, bibliogr. Ladányi József; István Király Múzeum, Székesfehérvár, 1983 (István Király Múzeum közleményei. D. sorozat)
- Régi és új avantgárd, 1967-1975 / Early and new avantgarde, 1967-1975. Székesfehérvár, Csók István Képtár, 1987. október 24–december 31.; kiállításrend. Kovalovszky Márta, Ladányi József, tan. Kovács Péter, katalógus összeáll. Kovalovszky Márta; István Király Múzeum, Székesfehérvár, 1987 (István Király Múzeum közleményei. D. sorozat)
- Az avantgárd vége, 1975-1980. Székesfehérvár, Csók István Képtár, 1989. október 28–december 31. / The end of the avant-garde, 1975-1980; tan. Kovács Péter, adattár, bibliogr. Ladányi József, katalógus összeáll. Kovalovszky Márta; István Király Múzeum, Székesfehérvár, 1989 (István Király Múzeum közleményei. D. sorozat)
- Mi, "kelet-franciák". Magyar művészet, 1981-89. Székesfehérvár, Csók István Képtár, 1993. március 6–május 2.; kiállításrend. Kovács Péter, Kovalovszky Márta, Ladányi József, tan. Kovalovszky Márta; István Király Múzeum, Székesfehérvár, 1993 (A huszadik század magyar művészete)
- Don Giovanni. Kalandozás a magyar művészet félmúltjában; Enciklopédia, Bp., 1998
- Kétszer tizenöt. Bak Imre, 1965-1999. Szent István Király Múzeum, Csók István Képtár, Székesfehérvár, június 26–augusztus 22.; kiállításrend. Kovács Péter, Kovalovszky Márta, tan. Kovalovszky Márta; István Király Múzeum, Székesfehérvár, 1999
- György Jovánovics. XLVI Biennale di Venezia, 1995. Ungheria; szerk. Kovalovszky Márta, Lakat Erika, Pinczehelyi Sándor; István Király Múzeum, Székesfehérvár, 1999 (Edizione Museo Santo Stefano Re. Serie D.)
- Ujházi Péter; tan. Kovalovszky Márta, fotó Sulyok Miklós, bibliogr. Frigyik Katalin; Ma, Székesfehérvár, 2000
- Kovalovszky Márta–Kovács Péter: "Örülök, hogy itt lóghat". Művészeti gyűjtemények Székesfehérvárott; Szent István Király Múzeum, Székesfehérvár, 2000 (A Szent István Király Múzeum közleményei B. sorozat)
- A modern magyar festészet remekei, 1896-2003; Corvina, Bp., 2005
- 25 éves a Smohay Alapítvány. Székesfehérvár, Szent István Király Múzeum, Csók István Képtár, 2006. november 18–2007. február 25.; kiállításrend., szerk. Bircsák Eszter, Izinger Katalin; tan. Hajdu István, Kovalovszky Márta; Szent István Király Múzeum, Székesfehérvár, 2006 (A Szent István Király Múzeum közleményei D. sorozat)
- Vígh Tamás szobrász. Fővárosi Képtár, Kiscelli Múzeum, Oratórium / The Municipal Picture Gallery, Museum Kiscell, Oratory. 2007. július 12–szeptember 2.; szerk. Hetényi Ágnes, Bognár Tünde, kiállítástrend. Fitz Péter, Hetényi Ágnes, tan. Kovalovszky Márta, Rozgonyi Iván; Fővárosi Képtár–Kiscelli Múzeum, Bp., 2007 (Fővárosi Képtár katalógusai)
- Mengyán András; tan., képanyag, adattár, szerk. Kovalovszky Márta; Vince, Bp., 2008 (angolul is)
- Barabás Márton könyvszobrai, 1995-2008; Barabás Márton, Bp., 2009
- Pinczehelyi Sándor. Pécsi Galéria, 2010. december 10–2011. január 30.; rend., szerk., tan. Kovalovszky Márta; Pécsi Galéria és Vizuális Művészeti Műhely, Pécs, 2010
- A létezés formái. Lugossy Mária életmű-kiállítása az Iparművészeti Múzeumban; szerk. Pataki Katalin, Szegzárdy-Csengery Klára, tan. Kovalovszky Márta; Iparművészeti Múzeum, Bp., 2011
- Harap utca 3.; Városi Képtár–Deák Gyűjtemény, Székesfehérvár, 2013
- R. Fürtös Ilona; szerk., tan. Kovalovszky Márta; Zsolnay Örökségkezelő Nonprofit Kft., Pécs, 2013
- Mit látsz, Laca? Kollektív önéletrajz; Corvina, Bp., 2023

## Külső hivatkozások
- Artportal.hu
- Terasz.hu Archiválva 2016. március 5-i dátummal a Wayback Machine-ben
- Tisztelt Mesterek! A múzeum munkatársai és barátai köszöntik Kovalovszky Márta és Kovács Péter művészettörténészeket. Székesfehérvár, Szent István Király Múzeum 2001. március 3–május 6.; szerk. Sasvári Edit; Szent István Király Múzeum, Székesfehérvár, 2001 (A Szent István Király Múzeum közleményei. D. sorozat)